# Edison Pettit
Edison Pettit, ameriški astronom, * 22. september 1889, Peru, Nebraska, ZDA, † 6. maj 1962, Tucson, Arizona, ZDA.

## Življenje in delo
Pettit je po diplomi od leta 1911 do 1914 poučeval na srednji šoli v Mindnu. Tega leta je začel do leta 1918 poučevati astronomijo na Kolidžu Washburn v Topeki, Kansas. Tu je začel opazovati z 292 mm (11,5 palčnim) daljnogledom. V letu 1917 je objavil svoje natančne meritve 138-tih dvozvezdij s pomočjo mikrometrskega vijaka.
Poročil se je s Hannah Steele, ki je bila pomočnica na Yerkesovem observatoriju. Doktoriral je na Univerzi v Chicagu leta 1920 z dizertacijo Oblike in gibanja Sončevih protuberanc (The Forms and Motions of Solar Prominences).
Kmalu zatem je postal član Observatorija Mt. Wilson. V začetku se je že kot pri dizertaciji usmeril v raziskovanje Sonca in je izdelal svoj vakuumski termopar. Z njim sta skupaj z Nicholsonom opravila prva sistematična opazovanja nebesnih teles v infrardečem.
Pettit je opazoval v vidnem tudi Mars in Jupiter. Še tudi po upokojitvi je v svoji domači garažni delavnici nadaljeval z izdelavo spektrografov za različne observatorije. Na svoje merilne naprave je bil zelo ponosen, saj so bile zelo dobro izdelane.

## Priznanja
Poimenovanja
Po njem se imenujeta udarna kraterja na Luni (Pettit) in Marsu (Pettit).